# Tápiószőlős
Tápiószőlős é um município da Hungria, situado no condado de Peste. Tem 31,79 km² de área e sua população em 2015 foi estimada em 2.792 habitantes.